# コミッククリア
『コミッククリア』は、日本の出版社・KADOKAWA（旧：エンターブレイン）が配信していたウェブコミック配信サイト。2016年5月13日までは『ファミ通コミッククリア』の名称で、同社のサイト「ファミ通.com」内で配信されていた。

## 概要
「ファミ通.com」内に2009年5月29日に開設された、描き下ろしコミックのコーナー『ファミ通.com・無料コミック』をリニューアルし、2009年10月30日に「新しいブランド」として開設された。『ファミ通コミッククリア』となってからは、毎週金曜日に更新される。2012年5月18日からスマートフォンを含むタブレット端末に対応している。2013年2月15日から、毎月15日にpixivコミック、ニコニコ静画、BOOK☆WALKERで無料電子書籍が配信され、過去の作品の再掲載も行われている。
2016年5月13日をもってそれまでの現行連載の作品とともに『ファミ通コミッククリア』から『コミッククリア』へと移行した。移行当初は、新連載の予告をファミ通コミッククリアの編集ブログで告知したり、コミッククリアにて掲載される前後に紹介ページのみファミ通コミッククリアに作られたりしていたが、次第にコミッククリア内で事足りるようになった。移行時には、ジャンルやカテゴリー分けなど行っている。
また、姉妹ウェブコミック配信サイトとして『comic B's-LOG エアレイド』が2009年11月13日に開設されていたが、『comic B's-LOG キュン!』との統廃合により2013年2月1日になくなっている。
2021年10月頃に『ComicWalker（現・カドコミ）』に統合された。

## 掲載作品

### 最後まで残った作品
2016年4月27日の更新を最後に、連載はコミッククリアで更新されるようになった。しかし相次ぐ休載により、末期は1作品しか更新されていない状態が続いた。
- サクラダリセット（原作・脚本：河野裕、漫画：乃花タツ）：2017年2月10日（第0話）、2月17日 -（2019年1月18日を最後に長い間休載していたが、2021年7月6日に再開した）

### 長期休止中作品
- ログ・ホライズン（原作：橙乃ままれ、監修：桝田省治、漫画：ハラカズヒロ、監修：桝田省治）：2012年5月11日 -
- スーパーダンガンロンパ2 さよなら絶望学園（原作：スパイク・チュンソフト、漫画：黒軌キュー）：2012年12月21日 -
- STEINS;GATE 永劫回帰のパンドラ（企画・原作：志倉千代丸、小説：たきもとまさし、キャラクター原案：huke、監修：林直孝（5pb.）、漫画：鳥飼やすゆき[2]）：2014年5月23日 -
- 魔法嫁日記（原案協力：アラヰフミ）、漫画：おこさまランチ）：2015年8月28日 -
- VAMPIRE HOLMES EXROSARY（原作：瀬名快伸、漫画：天月みご）：2015年11月13日 -
- バトルメサイア（原作：さくらいとおる、漫画：吉原基貴）：毎月第2金曜日更新、2016年7月8日 -
- ロリクラ☆ほーるど! -プロレスなんて好きじゃないです!-（原作：Chihaya、漫画：KOMANDO-）：毎月第2金曜日更新、2017年6月9日 -
- ニンゲンの探偵さん（原作：佐雪さゆな、漫画：ていか小鳩）：毎月第2金曜日更新、2018年8月10日 -

### 連載終了作品
2009年から連載開始
- 魔界戦記ディスガイア3 SCHOOL OF DEVILS（原作：株式会社日本一ソフトウェア、漫画：佐々木心）：2009年5月29日 - 2010年12月3日
- デビルサマナー 葛葉ライドウ対コドクノマレビト（原作：金子一馬（株式会社アトラス）、監修：山井一千（株式会社アトラス）、脚本：真壁太陽・原田庵十（RA-SEN）、作画：綾村切人）：2009年5月29日 - 2012年3月1日
- ロロナのアトリエ 〜アーランドの錬金術士〜（原作：株式会社ガスト、漫画：佐藤夕子）：2009年9月11日 - 2010年9月10日
- 四姉妹エンカウント（しとらすエンカウント、大島永遠）：2009年10月9日 - 2014年4月02日　※週刊ファミ通との同時掲載。
- 神狩鬼（原作：神野オキナ、漫画：隅田かずあさ）：2009年10月23日 - 2011年8月26日
- 伴天連XX（原作：猪原賽、漫画：横島一）：2009年10月23日 - 2011年4月1日
- ドリームクラブ ディア・ガールズ（原作：ディースリー・パブリッシャー、漫画：一葵さやか）：2009年10月23日 - 2011年5月25日
- アマガミ Sincerely yours シンシアリーユアーズ（原作：エンターブレイン、漫画：桜小鉄）：2009年10月30日 - 2010年7月30日[3]
- バカとテストと召喚獣 SPINOUT! それが僕らの日常。（原作：井上堅二、キャラクター原案：葉賀ユイ、漫画：namo）：2009年10月30日 - 2012年6月22日
- マグナカルタ2 Lanzheim1152（原作：株式会社ソフトマックス、監修：株式会社バンダイナムコゲームス、脚本：黒峰澄一、作画：梁東徹、編集協力：張綜哲（株式会社大侑STORYBOX））：2009年11月13日 - 2010年7月23日
- でれすけ!（宇佐美道子）：2009年12月11日 - 2011年3月11日
- ペット リマスター・エディション 完結編（三宅乱丈）：2009年12月26日 - 2010年3月5日　※移籍連載

2010年から連載開始
- 真・恋姫†無双 外史 〜流星ガ紡グ物語〜（原作：BaseSon、ストーリー原案：小林正親、漫画：むこうじまてんろ）：2010年2月26日 - 2011年2月25日
- 学校の階段（原作：櫂末高彰、キャラクター原案：甘福あまね、漫画：芳井アキ）：2010年3月5日 - 2012年3月9日
- アースシーカー 遺跡の守人（原作：エンターブレイン、原案：クラフト&マイスター、漫画：上津康義）：2010年3月10日[4] - 2011年4月20日
- 彼女のアーマメント（岡本一広）：2010年3月10日 - 2011年4月14日
- 12C -Twelve Crysis-（津々巳あや）：2010年3月12日 - 2011年4月13日
- エクシズ・フォルス -常闇の大地-（原作：株式会社スティング、漫画：浅見よう）：2010年3月26日 - 2011年5月31日
- 特例措置団体ステラ女学院中等科C3部（原作：いこま、月眠、漫画：国道12号、月眠）：2010年4月1日 - 2012年2月24日
- あまがみっ!（原作：エンターブレイン、漫画：ピアイ才）：2010年4月30日 - 2011年7月15日
- ピョウ -Self-Hatred Syndrome-（原作：覇亜、漫画：矢口岳）：2010年7月9日 - 2011年5月31日
- 誓いの反旗 〜ブラッド オブ バハムートより〜（原作：スクウェア・エニックス、漫画：石川泉）：2010年7月23日 -2011年10月28日
- メタルマックス3 双銃身の魔女（原案：宮岡寛、漫画：山本貴嗣）：2010年7月30日 - 2011年7月29日
- STEINS;GATE 恩讐のブラウニアンモーション（原作：5pb.×ニトロプラス、漫画：溝口岳史[5]、吉田糺、ストーリー構成：前田久）：2010年7月30日 - 2012年4月27日
- BLAZBLUE CHIMELICAL COMPLEX（原作：アークシステムワークス、漫画：小早川ハルヨシ）：2010年8月6日 - 2011年12月9日
- CHAOS;HEAD らぶChu☆Chu!（原作：5pb.、キャラクターデザイン：ささきむつみ、漫画：杜講一郎×佐倉乎美、ストーリー構成：日暮茶坊）：2010年9月17日 - 2012年4月20日
- アースシーカー ロストナンバークエスト（原作：エンターブレイン、原案：クラフト&マイスター、漫画：上津康義）：2011年9月28日 - 2012年12月28日
- 会長の切り札（原作：鷹見一幸、キャラクター原案：KeG、漫画：やとやにわ）：2010年10月8日 - 2012年2月9日
- ダンガンロンパ 希望の学園と絶望の高校生（原作：スパイク、漫画：燈谷朔）：2010年10月15日 - 2010年10月29日 ※短期連載版
- 週刊アマガミストへの道（ノブヨシ侍）：2010年10月22日 - 2010年11月26日
- ココロコネクト ヒトランダム（原作：庵田定夏、キャラクター原案：白身魚、漫画：CUTEG）：2010年10月22日 - 2013年8月23日
- 超次元ゲイム ネプテューヌ 〜めがみつうしん〜（原作：アイディアファクトリー・コンパイルハート、漫画：葉生田采丸）：2010年11月12日 - 2013年12月13日
- エンド オブ エタニティ ザ・シークレットアワーズ（原作：セガ、監修協力：トライエース、漫画：浅野詠壱）：2010年11月19日 - 2012年3月30日
- 空色パンデミック（原作：本田誠、キャラクター原案：庭、漫画：連）：2010年11月19日 - 2011年11月16日
- 好いとっと!?（かがみふみを）：2010年11月19日 - 2012年3月16日

2011年から連載開始
- ギャルゲヱの世界よ、ようこそ!（原作：田尾典丈、キャラクター原案：有河サトル、漫画：もりたかたかし）：2011年1月21日 - 2012年1月13日
- モンスターハンター 閃光の狩人（ストーリー原案：氷上慧一、漫画：山本晋）：2011年5月18日 - 2014年12月12日
- ファイナルファンタジーXI Boy meets Girl V（漫画：おおつきべるの）：2011年6月24日 - 2012年3月30日
- ダンガンロンパ 希望の学園と絶望の高校生（原作：スパイク、漫画：燈谷朔）：2011年6月24日 - 2013年10月18日
- まおゆう魔王勇者（原作：橙乃ままれ、キャラクター原案：水玉螢之丞/toi8、漫画：浅見よう）：2011年6月24日 - 2016年11月11日
- 閃乱カグラSpark!（原作：高木謙一郎、漫画：田辺京）：2011年8月19日 - 2012年3月16日
- 恋のそむりえ シキブちゃん（浜田ぢゅんいち）：2011年8月19日 - 2011年12月16日
- STEINS;GATE 星屑のデュプレット（原作：5pb.×ニトロプラス、漫画：溝口岳史）：2011年8月24日 - 2012年2月24日
- STEINS;GATE DROPS（原作：5pb.×ニトロプラス、漫画：Carawey）：2011年8月24日 - 2012年2月24日
- Ever17（原作：サイバーフロント/5pb./KID、漫画：梅谷千草）：2011年9月9日 - 2012年10月18日
- なれる!SE（原作：夏海公司、キャラクター原案：Ixy、漫画：鶴山ミト）：2011年9月16日 - 2013年12月20日
- 最後の約束の物語 オラトリオメサイア（原作：イメージエポック、漫画：さがら梨々）：2011年9月28日 - 2012年7月20日
- 青春ラリアット!!（原作：蝉川タカマル、キャラクター原案：すみ兵、漫画：菊野郎）：2011年12月9日 - 2012年12月14日
- 武装中学生-バスケットアーミー-（原作：野島一成、漫画：PECTONG）：2011年12月23日 - 2012年12月28日
- だから僕は、Hができない。SPIN OFF（原作：橘ぱん、キャラクター原案：桂井よしあき、漫画：東雲龍）：2011年12月23日 - 2013年6月28日

2012年から連載
- ときめき プリーズ通信（原作：PLEASEちゃん、漫画：一葵さやか）：2012年1月28日 - 2012年8月17日
- サイハテの聖衣（原作：三雲岳斗、キャラクター原案：朱シオ、漫画：伊月クロ）：2012年2月24日 - 2012年8月24日
- 魂☆姫 ULTIMA（剣康之）：2012年5月25日 - 2013年5月31日 ※移籍連載
- 東雲侑子は短編小説をあいしている（原作：森橋ビンゴ、キャラクター原案：Nardack、漫画：成瀬ちさと、取材協力：東京都立武蔵丘高等学校）：2012年5月25日 - 2013年8月30日
- フォトカノLove Album（原作：エンターブレイン、原作協力：ディンゴ、漫画：緋野孝雄）：2012年6月22日 - 2013年8月23日
- ロリポップチェーンソー（原作：角川ゲームス・グラスホッパー・マニファクチュア、構成：川上麗介、漫画：ハル）：2012年6月29日 - 2012年11月2日　※移籍連載
- Aの魔法陣ルールブック NEXT GENERATION（原作：芝村裕吏、脚色：是空とおる、漫画：高渡あゆみ）：2012年7月20日 - 2012年8月24日
- ROBOTICS;NOTES Phantom Snow（原作：5pb.、漫画：郷）：2012年7月27日 - 2013年8月9日
- あまがみっ!SS+ plus（原作：エンターブレイン、漫画：ピアイ才）：2012年7月27日 - 2013年1月25日
- みんなの4コマ ゆうこ・あつこ（企画：ファミ通町内会）：2012年8月1日 - 2012年8月31日　※単行本刊行による宣伝
- 龍ヶ嬢七々々の埋蔵金（原作：鳳乃一真、キャラクター原案：赤りんご、漫画：奥田ひとし）：2012年8月10日 - 2013年4月12日　※ファミ通からの出張
- 閃乱カグラ -千紫万紅ノ春花-（原作：高木謙一郎（マーベラスAQL）、漫画：井上巧）：2012年9月7日 - 2013年2月1日
- 閃乱えんじ☆きょにゅう組（原作：高木謙一郎（マーベラスAQL）、漫画：アサヒナヒカゲ）：2012年9月7日 - 2013年2月1日
- ミミック（山田いぶき）：2012年9月7日 - 2013年3月1日　※コミックamaro発
- パノララ（乃花タツ）：2012年9月11日 - 2013年3月8日　※コミックamaro発
- コープスパーティー サチコの恋愛遊戯 Hysteric Birthday 2U（原作：祁答院慎（チームグリグリ）、監修：5pb.、漫画：柴田燕ウ）：2012年9月14日 - 2014年11月14日
- A/D ANIMATE DEAD（clover）：2012年9月20日 - 2013年1月18日　※コミックamaro発
- ショーちゅう!（森永ピザ）：2012年9月7日 - 2013年3月1日　※コミックamaro発
- アマガミ わっ!（原作：エンターブレイン、漫画：歌麿）：2012年9月7日 - 2013年3月1日　※コミックamaro発
- 重鉄騎 暁（原作：カプコン、漫画：木村明広）：2012年10月19日 - 2013年3月29日
- 福満しげゆきのほのぼのゲームエッセイマンガ（福満しげゆき）：2012年12月7日- 2012年12月28日　※単行本刊行による宣伝
- 地獄ようちえん（原案：テンキャラグランプリ、漫画：軍島曹一郎）：2012年12月28日 - 2014年9月26日

2013年から連載
- 俺の脳内選択肢が、学園ラブコメを全力で邪魔している（原作：春日部タケル、キャラクター原案：ユキヲ、漫画：一葵さやか）：2013年2月1日 - 2015年5月1日
- STEINS;GATE 閉時曲線のエピグラフ（企画・原作：志倉千代丸、小説：たきもとまさし、キャラクター原案：huke、監修：林直孝（5pb.）、漫画：吉田糺）：2013年2月22日 - 2013年12月27日
- 神様と運命革命のパラドクス（原作：日本一ソフトウェア、漫画：なつきゆう）：2013年2月22日 - 2014年4月4日
- アマガミサマ（原作：エンターブレイン、漫画：オトウフ）： 2013年4月5日 - 2013年4月19日　※単行本刊行による宣伝
- 艦隊これくしょん -艦これ- 4コマコミック 吹雪、がんばります!（提供：DMM.com、開発・運営：『艦これ』運営鎮守府、漫画：桃井涼太）：2013年4月23日 - 2021年4月
- 現代大奥女学院 大奥のサクラ（原作：日日日、キャラクター原案：みやま零、漫画：佐倉はなつみ+倉本雅弘、構成：やがみゆう）：2013年6月7日 - 2014年5月2日
- 翠星のガルガンティア 水端のベローズ（原作：オケアノス、漫画：しゅー、ストーリー協力：内田弘樹、キャラクター原案：鳴子ハナハル、監修：Production I.G）：2013年6月7日 - 2015年1月30日
- セブンスドラゴン2020 EGO（原作：セガ、漫画：木野コトラ、構成：木村明広）：2013年6月21日 - 2013年12月20日
- クロス×レガリア（原作：三田誠、キャラクター原案：ゆーげん、漫画：成家慎一郎）：2013年7月5日 - 2015年4月3日
- 発令!鎮守府通信（提供：DMM.com、開発・運営：角川ゲームス、漫画：原田将太郎）：2013年7月9日 - 2014年4月4日
- エングレイバー  時の歪みを斬る者（漫画：連）：2013年7月12日 - 2016年1月8日
- わグルま!（提供：コネクト!パーティー、原作：ゲームポット、漫画：train）：2013年7月19日 - 2014年7月18日

2014年から連載
- あかほりさとるの崖っぷち!（原作：あかほりさとる、漫画：エンチ）：2014年2月14日 - 2016年7月8日
- デカ盛り閃乱カグラ ごっくんっ（原作：高木謙一郎（マーベラスAQL）、漫画：ピアイ才）：2014年2月28日 - 2014年9月5日
- 天動のシンギュラリティ（漫画：大崎ミツル、ストーリー協力：砂阿久雁、世界観監修：長谷敏司）：毎月第2・第4金曜日更新、2014年3月14日 - 2018年11月1日
- 新・世界樹の迷宮 ミレニアムの少女（原作：アトラス、漫画：木村明広）：2014年3月28日 - 2015年2月27日
- CODE OF JOKER（原作：アトラス、漫画：今拓人、構成：木村明広）：2014年4月25日 - 2015年6月19日
- 風雲維新ダイ☆ショーグン（原作：Project-D、漫画：松本ちはや、構成：木村明広）：2014年5月28日 - 2015年3月6日
- 英雄伝説 空の軌跡SC（原作：日本ファルコム、漫画：啄木鳥しんき）：2014年6月20日 - 2016年7月8日
- 狼少年は今日も嘘を重ねる（namo）：毎月第2金曜日更新、2014年8月29日 - 2017年12月8日
- ブレイブリーデフォルト フライングフェアリー（原作：スクウェア・エニックス、漫画：三鷹ナオ、ストーリー構成：西津大貴、監修：二木達博）：2014年11月7日 - 2017年1月20日
- おへんろ。（原作：ufotable、漫画：寺本薫）：毎月第2金曜日更新、2014年11月21日 - 2017年8月11日
- 妖怪百姫たん! 〜ゆけむり異聞録〜（原作：KADOKAWA エンターブレイン、漫画：海産物・とよだたつき）：2014年12月12日 - 2015年7月31日
- 限界聖布☆マジカルパンツァー!（原作：祁答院慎（チームグリグリ）、漫画：倖らる）：2014年12月12日 - 2016年11月11日
- トイズドライブ COMICBOOK!（漫画：なつきゆう）：2014年12月19日 - 2016年7月8日

2015年から連載
- 覇剣の皇姫アルティーナ（原作：むらさきゆきや、キャラクター原案：himesuz、漫画：青峰翼・鉤虫）：2015年1月23日 - 2017年2月10日
- まなびストレート!SAKRA（原作：ufotable、漫画：ヱシカ/ショーゴ）：2015年1月30日 - 2016年2月26日
- アイドルクロニクル あいくろ4コマ（原作：タイトー、漫画：からあげ太郎）：2015年1月30日 - 2016年3月18日
- 絶対絶望少女 ダンガンロンパ Another Episode（原作：スパイク・チュンソフト、漫画：燈谷朔）：毎月第2金曜日更新、2015年1月30日 - 2017年7月14日
- 黒先輩と黒屋敷の闇に迷わない（原作：饗庭淵、漫画：黒龍眼）：2015年3月13日 - 2016年1月22日
- 無慈悲な8bit（山本さほ）：毎週金曜日更新、2015年3月13日 - 2018年2月23日 ※週刊ファミ通連載分の再掲載、同誌での連載はコミッククリアでの掲載終了後も継続
- 折れた竜骨（原作：米澤穂信、漫画：佐藤夕子）：毎月第2金曜日更新、2015年3月27日 - 2018年9月21日
- 閃乱カグラ ESTIVAL VERSUS -少女達の選択- てやんでえ!（原作：高木謙一郎（マーベラスAQL）、漫画：ピアイ才）：2015年3月27日 - 2015年10月2日
- 猫と下僕の素敵な日常（木村明広）：2015年6月26日 - 2015年9月18日
- 学園ゲイム ネプテューヌ かつどうだいありー（原作：アイディアファクトリー・コンパイルハート）、漫画：岡林べる）：2015年9月25日 - 2016年3月25日
- ヴァルキリードライヴ ビクニズム（原作：VALKYRIE DRIVE PROJECT、漫画：INU）：2015年10月2日 - 2016年4月1日
- ヴァルキリードライヴ セイレーン -ブレイクアウト-（原作：VALKYRIE DRIVE PROJECT、漫画：あずせ）：2015年10月16日 - 2016年4月1日
- 翼の十字軍（天月みご）：2015年10月30日 - 2017年5月12日※ComicWalker発
- はるかぜ ちょーじょーぶ!（原作：祁答院慎、漫画：柴田燕ウ）：2015年11月6日 - 2016年11月11日
- ナラクノアドゥ（山本晋）：毎月第3金曜日更新、2015年11月13日 - 2018年11月1日
- クリミナルガールズ2（原作：日本一ソフトウェア、漫画：うすべに桜子）：2015年11月27日- 2016年7月8日
- ススメ!栃木部（一葵さやか）：毎月第2金曜日更新、2015年12月18日 - 2018年6月22日

2016年から連載
- Splatoon ほのぼのイカ4コマ&プレイ漫画（4コマ：高橋きの、プレイ漫画：各回ごとに交代）：2016年1月8日 - 2017年3月10日
- Hero and Daughter（原作：tachi、漫画：広瀬まどか）：2016年1月22日 - 2016年12月9日
- 超兄貴 -愛のゴールデンボール-（原作：エクストリーム、漫画：菊野郎）：2016年1月29日 - 2016年9月9日
- スーパーダンガンロンパ2 絶望的因果律の中の左右田和一（原作：スパイク・チュンソフト、漫画：星トマジロウ）：2016年1月29日 - 2016年10月21日
- 来栖さんちの吸血鬼（白菜ポンズ）：2016年1月29日 - 2016年6月24日
- 東亰ザナドゥ（原作：日本ファルコム、漫画：墨天業）：2016年2月5日 - 2017年3月10日
- エンドライド Gleam of Dawn（漫画：伯林、監修：エンドライド製作委員会）：2016年5月13日 - 2017年2月10日
- 凍京NECRO〈トウキョウ・ネクロ〉（原作：ニトロプラス、漫画：叶精作、ストーリー構成：カズ山本）：2016年5月13日 - 2017年2月24日
- あなたってよく見るとドブネズミみたいな顔してるわね（原作：SYUPRO-DX、漫画：あきづきりょう）：毎月第2金曜日更新、2016年5月13日 - 2017年5月19日
- STEAM GEARED（大関詠嗣）：毎月第2金曜日更新、2016年5月13日 - 2017年9月8日
- グラブルジャージ部っ!（原作：Cygames、漫画：有都あらゆる）：毎週金曜日更新、2016年5月13日 - 2018年3月30日
- アマガミLS〜はるかAnother〜（原作：高山箕犀、漫画：santa）：2016年7月8日 - 2017年1月13日
- フラワーナイトガール -prequel-（原作：DMM GAMES、漫画：SASAYUKi、脚本：後藤克也）：毎月第3金曜日更新、2016年7月8日 - 2017年10月20日
- 魔法戦士リウイ（原作：水野良、漫画：長谷川光司、脚本：小沢パンダ、キャラクター原案：横田守）：毎月第2金曜日更新、2016年7月8日 - 2018年11月23日
- この素晴らしい世界に祝福を! かっぽれ!（原作：暁なつめ、漫画：ずんだコロッケ、キャラクター原案：三嶋くろね）：2016年8月12日 - 2017年4月28日
- 魔術士オーフェンはぐれ旅 我が呼び声に応えよ獣（原作：秋田禎信、漫画：連、脚本：小沢パンダ、キャラクター原案：草河遊也）：毎月第2金曜日更新、2016年8月12日 - 2017年5月12日
- スクラップド・プリンセス（原作：榊一郎、漫画：宗我部としのり、キャラクター原案：安曇雪伸）：毎月第2金曜日更新、2016年10月14日 - 2018年5月11日
- 白猫プロジェクト ひこうじま公園（原案・監修：コロプラ、漫画：松平鶴次郎侍）：毎月第2・第4火曜日更新、2016年8月25日（第0話）、2016年11月29日 - 2018年7月10日
- CYBORG009 CALL OF JUSTICE（原作：石ノ森章太郎、漫画：木村明広、脚本：神山健治、檜垣亮、砂山蔵澄、土城温美）：毎月第2金曜日更新、2016年11月25日（第0話）、12月9日 - 2018年2月16日

2017年から連載
- THE KING OF FIGHTERS XIV ORIGINAL COMIC（原作：SNK、漫画：華小二）：2017年1月31日 - 2017年4月28日
- せいれんっ!（原作：高山箕犀/セイレン製作委員会、漫画：ピアイ才）：毎月第2金曜日更新、2017年2月10日 - 12月8日
- この世の果てで恋を唄う少女YU-NO（原作：菅野ひろゆき、漫画：石田総司、著作：MAGES./5pb.）：毎月第2金曜日更新、2017年3月14日 - 2018年2月23日
- 魔術士オーフェンはぐれ旅 我が命にしたがえ機械（原作：秋田禎信、漫画：連、脚本：小沢パンダ、キャラクター原案：草河遊也）：毎月第2金曜日更新、2017年6月9日 - 12月8日
- Wake Up, Girls! エターナル・センシズ（原作・監修：Green Leaves、漫画：GUNP）：2017年7月30日 - 10月27日
- 幻獣調査員（原作：綾里けいし、漫画：星野倖一郎、キャラクター原案：lack）：毎月第2金曜日更新、2017年8月11日 - 2018年6月8日
- -黒騎士コミック- こみくろ（原作：グラニ、漫画：まりまりも（システム編）・十月十日（ストーリー編））：毎週金曜日更新、2017年8月18日 - 2018年3月23日
- 佐伯さんと、ひとつ屋根の下 I'll have Sherbet!（原作：九曜、漫画：古川五勢、キャラクター原案：フライ）：毎月第2金曜日更新、2017年10月13日 - 2018年9月14日
- まいてつ（原作：Lose（シナリオ：進行豹）、漫画：甘露アメ）：毎月第2金曜日更新、2017年12月28日 - 2019年1月18日

2018年から連載
- 魔術士オーフェンはぐれ旅 我が胸で眠れ亡霊（原作：秋田禎信、漫画：連、脚本：小沢パンダ、キャラクター原案：草河遊也）：毎月第2金曜日更新、2018年3月9日 - 9月14日

読み切りシリーズ
シリーズ毎にテーマが決めてあり、さらに月ごとにキーワードを設定し、毎月2名の作家がそれに沿った作品を配信する。
- オタクの恋の物語。（テーマ：「オタクと恋愛」）：シリーズ終了
- 恋するユニフォーム（テーマ：「恋愛」「制服」）：シリーズ終了
- スコシ・フシギ（テーマ：「非日常」）：シリーズ終了
- SPORTS WITH!（テーマ：「スポーツ」「友情」）：2010年7月9日 - シリーズ終了

以下は他社で連載・不定期連載をしていた読み切りをファミ通クリアコミックスでの単行本発売に合わせて公開。
- 悪徒-ACT-（原作：猪原賽、漫画：横島一）：2010年12月16日 - 終了　※週刊少年チャンピオン連載作
- 鬼姫（矢口岳）：2011年1月14日 - 終了　※ウルトラジャンプ連載作
- ブレイブ フロンティア ハルトの召喚日記（サンジョウキイロ）：2015年10月16日 - ※GANMA!連載作
- ぐらぶるっ!（原作：Cygames、漫画：菊一文字）：2015年10月30日 - ※ゲーム内連載作
- あの夏に還して（古宮あき）：2016年2月12日 - ※マンガボックス インディーズ連載作
- ロリクラ☆ほーるど!（原作：Chihaya、漫画：KOMANDO-）：2015年10月30日 - ※マンガボックス連載作

## ファミ通クリアコミックス
本サイトに掲載された作品の単行本はKADOKAWA発行のファミ通クリアコミックス（ファミつうクリアコミックス）レーベルとなる。2010年5月15日に創刊し、『デビルサマナー 葛葉ライドウ対コドクノマレビト』他6冊のタイトルが同日に刊行された。新刊は毎月15日に発売される。なお単行本に収録された作品は原則、サイトでの公開を終了する。サイトが『コミッククリア』に改称後もレーベルは変更されていない。また、ファミ通の名を冠する通り、週刊ファミ通連載作品の単行本も当レーベルから発行される。
クリアコミックスの前身はエンターブレインが2002年まで刊行していた小中学生向け漫画雑誌『ファミ通ブロス』の単行本レーベルで、2010年3月までアンソロジーコミックや4コマ漫画用のレーベルとして存続していたブロスコミックスである。旧ブロスコミックスEXで刊行されていた各種のアンソロジーコミックも、現在はクリアコミックスに継承されている。

## イベント・フェア
- 2011年9月23日から10月10日にかけて開催された「マチ★アソビ vol.7」にて、『ファミ通コミッククリア』・『Fellows!』・（エンターブレイン）・『ゲッサン』（小学館）の3誌合同サイン会が原画展などと共に行なわれた[8]。
- 2012年2月9日（肉の日）頃より『ファミ通コミッククリア』と『Fellows!』の連載作品から4作品ずつ計8つの対象作品の既刊単行本を所定の書店で購入することで、各対象作品の肉をテーマにした描き下ろし番外編が収録された小冊子などが付属する肉フェア（eat meat comic Fair）が行なわれた[9]。『ファミ通コミッククリア』からは『空色パンデミック』『学校の階段』『好いとっと!?』『四姉妹エンカウント』が選ばれ、鶴山ミト・namo・ピアイ才・杜講一郎×佐倉乎美による各作品への応援貢も1ページずつ収録されている[10]。判型はB6判。